# Гоаланда
Гоаланда (англ. Goalanda) — город в центральной части Бангладеш, административный центр подокруга Гоаландагхат. 
Площадь города равна 4,53 км². По данным переписи 2001 года, в городе проживало 32 102 человека, из которых мужчины составляли 54,27 %, женщины — соответственно 45,73 %. 
Уровень грамотности населения составлял 38 % (при среднем по Бангладеш показателе 43,1 %). 
В Гоаланде расположен крупный речной порт, хотя течение реки очень быстрое.